# Shifting Equilibrium
Shifting Equilibrium is de twintigste aflevering van het vijftiende seizoen van de televisieserie ER, die voor het eerst werd uitgezonden op 19 maart 2009.

## Verhaal
Dr. Rasgotra botst met dr. Dubenko over twee operatiezaken, dit helpt haar te beslissen dat zij het ziekenhuis verlaat. Zij heeft nog overleg met haar oude vriendin dr. Lockhart die haar ook vertelt dat zij er goed aan doet om weg te gaan. Na het verlaten van het ziekenhuis besluit zij haar oude vriend op te zoeken, dr. Barnett. 
Dr. Brenner worstelt nog steeds met zijn verleden van seksueel misbruik. Tevens baalt hij van het weggaan van dr. Rasgotra en beseft dat hij haar heeft laten lopen. 

## Rolverdeling

### Hoofdrollen
- Parminder Nagra - Dr. Neela Rasgrota
- John Stamos - Dr. Tony Gates
- Scott Grimes - Dr. Archie Morris
- David Lyons - Dr. Simon Brenner
- Maura Tierney - Dr. Abby Lockhart
- Shane West - Dr. Ray Barnett
- Leland Orser - Dr. Lucien Dubenko
- Gil McKinney - Dr. Paul Grady
- Julian Morris - Dr. Andrew Wade
- Linda Cardellini - verpleegster Samantha Taggart
- Laura Cerón - verpleegster Chuny Marquez
- Yvette Freeman - verpleegster Haleh Adams
- Louie Liberti - ambulancemedewerker Bardelli
- Troy Evans - Frank Martin
- Justina Machado - Claudia Diaz

### Gastrollen (selectie)
- M.C. Gainey - Darrion Walters
- Amy Morton - Mrs. Walters
- Diego Klattenhoff - Jay
- Christopher B. Duncan - Matthew Graham
- Shannon McLemore - Lily
- Sheilynn Wactor - Cynthia
- Michael Gambino - Ed McDow